# Boxoffice (revista)
Boxoffice Pro es una revista de la industria del cine dedicada al negocio del cine publicado por BoxOffice Media LP. Comenzó en 1920 como The Reel Journal, tomando el nombre de Boxoffice en 1931 y todavía publica hoy, con una audiencia prevista de propietarios de teatro y profesionales del cine. En 2019, su nombre fue cambiado a Boxoffice Pro.
Boxoffice Pro es la publicación oficial de la Asociación Nacional de Propietarios de Teatro, un papel que asumió en 2006. En 1937, la revista comenzó a publicar informes de taquilla; terminó su publicación de críticas de películas en 2012.
La revista fue publicada originalmente todos los sábados por Associated Publications. El rendimiento de la taquilla se expresó como un porcentaje del rendimiento normal, expresándose el 100% como normal. En enero se publicó un número del Barómetro con una revisión del año que incluye el rendimiento de las películas del año.